# Draklanslegenderna
Draklanslegenderna (originaltitel: Dragonlance Legends) är en serie fantasyböcker av Margaret Weis och Tracy Hickman.
Serien bygger på det populära rollspelet Dungeons & Dragons.
I bokserien ingår:
1. Tvillingarnas tidevarv
2. Tempelstaden
3. Tidens härskare
4. Tvillingarnas krig
5. Tvillingarnas sista prövning